# Mazda Tribute
Der Mazda Tribute war das erste SUV-Modell des japanischen Automobilherstellers Mazda. Im Januar 2000 wurde der Tribute auf der Los Angeles Auto Show vorgestellt und kam im September desselben Jahres auf den deutschen Markt. Entwickelt wurde er in enger Zusammenarbeit mit der damaligen Konzernmutter Ford, wobei er sich nicht nur die technische Basis, sondern auch die wesentlichen Teile der Karosserie mit dem Ford Escape/Mercury Mariner teilte. Auch die Motorenpalette war bei den Modellen identisch.
Im Jahr 2006 wurde der Verkauf europaweit eingestellt. Im asiatischen Raum wurde der Wagen weiterhin mit leicht veränderter Karosserie angeboten. Der Mazda Tribute war in den USA wesentlich erfolgreicher als in Europa, weshalb dort 2007 ein völlig neues Modell auf den Markt kam. Diese zweite Generation teilte sich erneut mit dem Ford Escape die Technik und Bodengruppe und wurde bis 2012 produziert.

## Erste Generation (2000–2008)

### Ausstattungen und Preise
Lieferbar war der Tribute in den Versionen Comfort und Exclusive, wobei letzter Variante nur für den größeren 3.0-Liter-V6-Motor angeboten wurde. Einstiegsversion nach dem Facelift war der 2.3 l Comfort für 23.490 €, der V6 kostete mindestens 29.999 Euro.

### Modellpflege

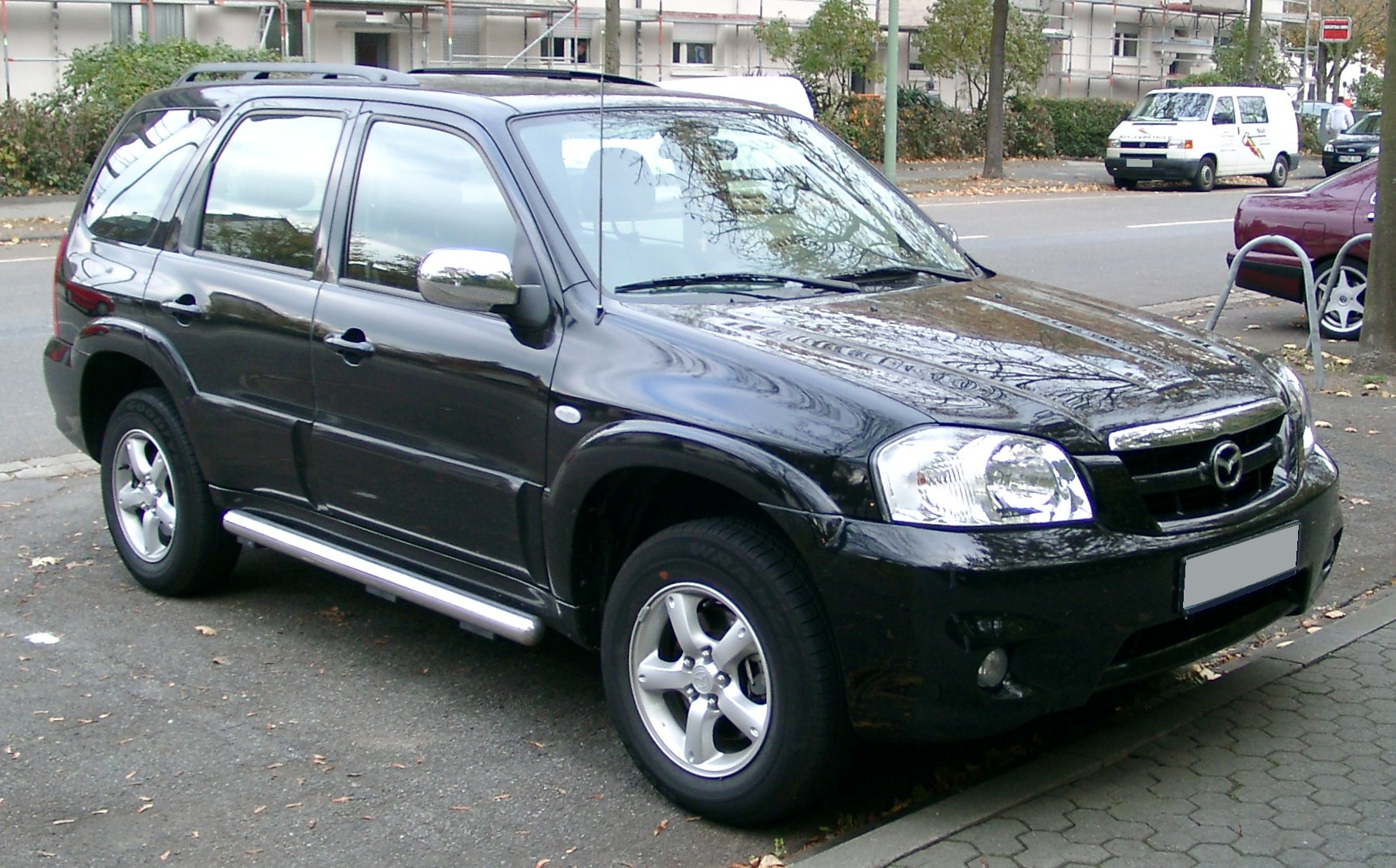
Mazda Tribute (2004–2008)

Im Sommer 2004 erfuhr der Tribute eine leichte Modellpflege, bei der Scheinwerfer, Heckleuchten, die Stoßfänger, Front- und Heckschürzen sowie der Innenraum überarbeitet wurden. Neu waren unter anderem serienmäßige 16-Zoll-Leichtmetallfelgen, in Wagenfarbe lackierte Außenspiegel, Kotflügelverbreiterungen und im Innenraum eine aufgewertete Mittelkonsole und Schalt- bzw. Wählhebel.
Zur Sicherheitsausstattung gehörten nun auch zweistufige Airbags für Fahrer und Beifahrer sowie Kopf-Schulter-Airbags vorn und hinten. Schutz für die Fondpassagiere boten jetzt drei Kopfstützen und Automatikgurte auf allen Plätzen. Neben vorderen und hinteren Scheibenbremsen gab es ABS serienmäßig mit elektronischer Bremskraftverteilung und mechanischem Bremsassistenten. Außerdem waren jetzt alle Modelle ausschließlich mit Allradantrieb, der die Kraft bei Bedarf elektromagnetisch auf die Hinterachse zuschaltete, verfügbar.
Anfang 2008 wurde die Produktion beendet.

### Motoren
Da der Mazda Tribute hauptsächlich für die USA entwickelt wurde, wird er ausschließlich von Ottomotoren angetrieben, da diese in Amerika mehr Zuspruch finden:
- 2,0-l-Reihenvierzylinder mit 91 kW (124 PS), 5-Gang-Schaltgetriebe
- 3,0-l-V-Sechszylinder mit 145 kW (197 PS), 4-Gang-Automatikgetriebe

Der 2,0-l-Motor leistete in den USA vier kW mehr.
Mit dem Facelift im Sommer 2004 wurden auch die Motoren überarbeitet. So wurde der 2,0 l durch den 2,3 l ersetzt und der V6 erstarkte um vier kW. Außerdem erfüllt nun der kleinere Motor die Abgasnorm Euro 4.
- 2,3-l-Reihenvierzylinder mit 110 kW (150 PS), 5-Gang-Schaltgetriebe
- 3,0-l-V-Sechszylinder mit 149 kW (203 PS), 4-Gang-Automatikgetriebe

### Zulassungszahlen
Zwischen 2001 und 2007 sind in der Bundesrepublik Deutschland 11.084 Mazda Tribute neu zugelassen worden.
|  |

|  |

|  |

|  |

|  |

|  |

|  |

|  |

|  |

|  |

|  |

|  |

|  |

|  |

|  |

|  |

|  |

|  |

|  |

|  |

|  |

|  |

|  |

|  |

|  |

|  |

|  |

|  |

|  |

|  |

|  |

|  |

|  |

|  |

|  |

|  |

|  |

|  |

|  |

|  |

|  |

|  |

|  |

|  |

|  |

|  |

|  |

|  |

|  |

|  |

|  |

|  |

|  |

|  |

|  |

|  |

|  |

|  |

|  |

|  |

|  |

|  |

|  |

|  |

|  |

|  |

|  |

|  |

|  |

|  |

|  |

|  |

|  |

|  |

|  |

|  |

|  |

|  |

|  |

|  |

|  |

|  |

|  |

|  |

|  |

|  |

|  |

|  |

|  |

|  |

|  |

|  |

|  |

|  |

|  |

|  |

|  |

|  |

|  |

|  |

|  |

|  |

|  |

|  |

|  |

|  |

|  |

|  |

|  |

|  |

|  |

|  |

|  | Mazda Tribute (11.084) |

|  | Mazda Tribute (11.084) |

## Zweite Generation (2008–2012)
Die zweite Generation des Tribute wurde 2008 in Nordamerika eingeführt. Sie basiert wie der Vorgänger auf dem Ford Escape. Es standen sowohl herkömmliche Ottomotoren als auch ein Hybridantrieb aus Otto- und Elektromotor.
Die Produktion wurde 2012 beendet. Als Nachfolger wurde der Mazda CX-5 eingeführt.

### Tribute HEV
Ab 2007 wurde der Mazda Tribute HEV (Hybrid Electric Vehicle) auf der zweiten Generation des Tribute basiert, angeboten. Das SUV mit Hybridantrieb ist ein Schwestermodell des Ford Escape Hybrid und erreicht mit der gemeinsamen Kraft von Benzin- und Elektromotor eine Systemleistung von 114 kW (155 PS). Der 2,3 Liter große Vierzylinder-Benziner der MZR-Serie leistet 98 kW (133 PS) bei 6000/min.
Die Technik basiert auf dem ersten Modell des Toyota Prius. Das DOHC-16-Ventil-Triebwerk arbeitet nach dem Atkinson-Zyklus – eine Ventilsteuerung, bei der die Einlassventile erst sehr spät schließen und dadurch ein Teil des Gemischs wieder in den Ansaugtrakt befördert wird. Dieses Verfahren verbessert den Wirkungsgrad, hat aber den Nachteil eines relativ geringen Drehmoments im unteren Drehzahlbereich. Als Teil eines Hybridantriebs kann dieses Handicap jedoch den 70 kW (94 PS) starken Elektroantrieb wieder kompensiert werden. Bei kräftigen Beschleunigungsmanövern sorgt er für den gewünschten Zusatzschub und übernimmt zusätzlich die Funktion des Anlassers und Generators.
Der Wagen beschleunigt von 0 auf 100 km/h in etwa so schnell wie ein konventioneller SUV mit V6-Motor und 147 kW (200 PS), verbraucht aber zugleich im Stadtzyklus bis zu 75 Prozent weniger Benzin. Dieses Modell wurde in Europa nicht angeboten.